# Deklaracja niepodległości Ukrainy

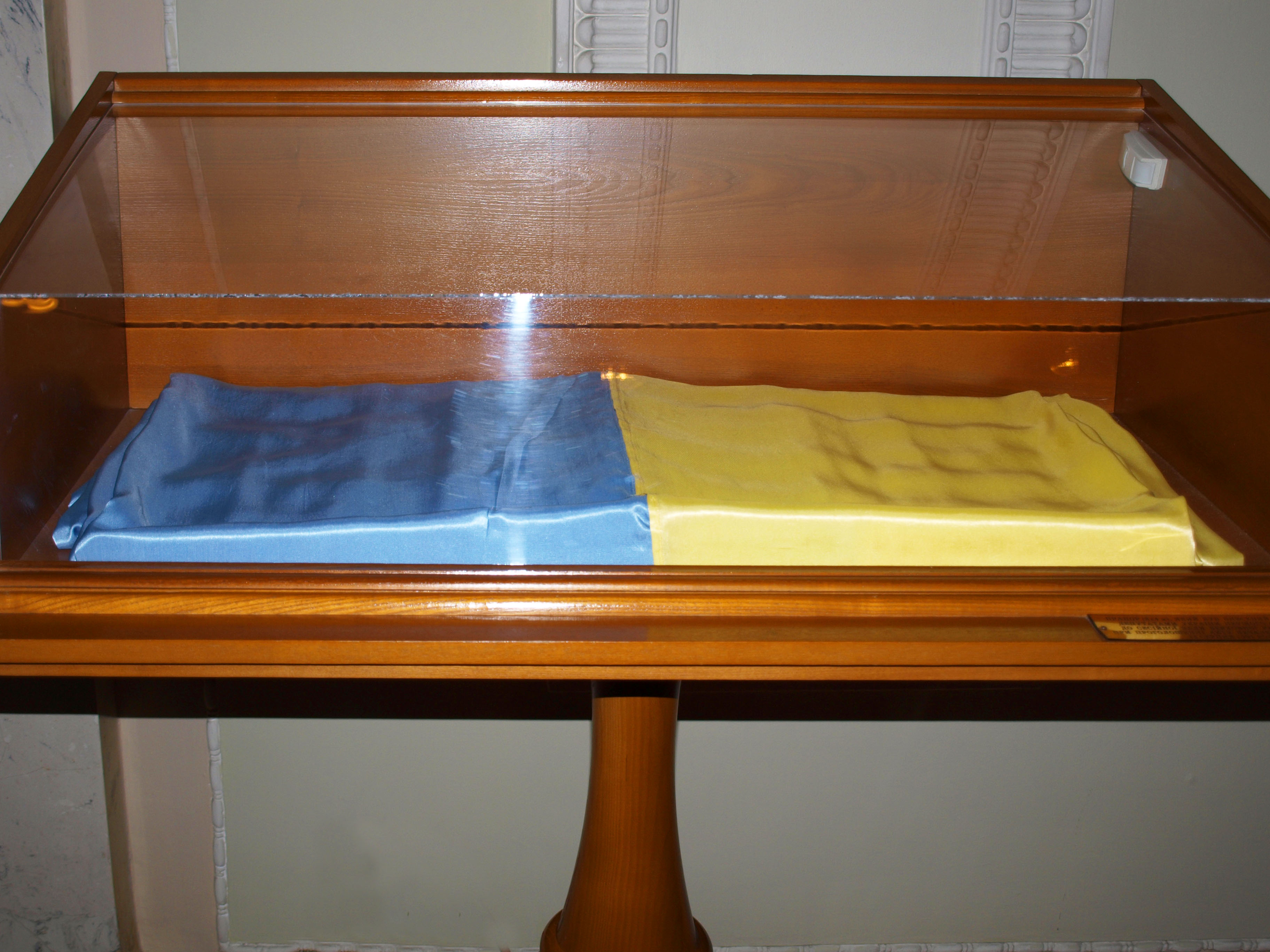
Flaga Ukrainy wyniesiona na salę obrad Rady Najwyżej w momencie ogłoszenia niepodległości. Obecnie w Muzeum Rady Najwyższej Ukrainy

Deklaracja niepodległości Ukrainy (ukr. Акт проголошення незалежності України) – dokument przyjęty przez ukraiński parlament 24 sierpnia 1991 roku, przywracający niepodległość Ukrainy.

## Przyjęcie
Ustawa została przyjęta w następstwie zamachu stanu w Moskwie dokonanego 19 sierpnia 1991 roku, kiedy twardogłowi komunistyczni przywódcy Związku Radzieckiego próbowali przywrócić kontrolę Komitetu Centralnego KPZR nad całym ZSRR. W odpowiedzi (podczas specjalnej, 11-godzinnej, sobotniej sesji plenarnej) Rada Najwyższa Ukraińskiej SRR w przeważającej większości zatwierdziła Deklarację niepodległości. Ustawa przeszła 321 głosami za, 2 przeciw i 6 wstrzymujących się (na 360 obecnych). Tekst został w dużej mierze spisany w nocy z 23 na 24 sierpnia, głównie przez Łewko Łukjanenkę, Serhija Hołowycza, Mychajła Horynia, Iwana Zajecia i Wiaczesława Czornowiła.
Ukraińscy komuniści, przekonani za kulisami przez swojego kolegę z partii i Przewodniczącego Rady Najwyższej Łeonida Krawczuka, poczuli się zmuszeni poprzeć deklarację niepodległości, aby zdystansować się od zamachu stanu. Pierwszy sekretarz Komunistycznej Partii Ukrainy Stanisław Hurenko przekonywał, że „to będzie katastrofa”, jeśli KPU nie poprze niepodległości. Członkowie partii byli zdenerwowani wiadomościami o aresztowaniu jej byłego przywódcy Wołodymyra Iwaszki w Moskwie, ponownym podporządkowaniu Armii Radzieckiej przywódcom Rosyjskiej FSRR i zamknięciu pomieszczeń Komitetu Centralnego KPZR.
Tego samego dnia (24 sierpnia) parlament wezwał do przeprowadzenia referendum w sprawie poparcia dla Deklaracji niepodległości. Propozycja zorganizowania ogólnokrajowego referendum wyszła wspólnie od liderów opozycji Ihora Juchnowskiego i Dmytro Pawłyczki. Parlament opowiedział się również za utworzeniem Gwardii Narodowej Ukrainy i przekazał sobie jurysdykcję nad wszystkimi siłami zbrojnymi znajdującymi się na terytorium Ukrainy.
Poza hałaśliwym tłumem, który zebrał się pod budynkiem parlamentu, ulice Kijowa były tego dnia ciche i niewiele dało się zauważyć oznak otwartego świętowania.
W następnych dniach przyjęto szereg uchwał i dekretów: nacjonalizację całego majątku KPU i przekazanie go Radzie Najwyższej oraz radom lokalnym; amnestia dla wszystkich więźniów politycznych; zawieszenie wszystkich działań KPU i zamrożenie aktywów KPU oraz jej kont bankowych do czasu oficjalnego dochodzenia w sprawie możliwej współpracy z moskiewskimi puczystami; powołanie komisji śledczej w sprawie zachowania najwyższych urzędników Ukraińskiej SRR podczas zamachu stanu; oraz powołanie komitetu do spraw wojskowych związanych z utworzeniem Ministerstwa Obrony Ukrainy.
26 sierpnia 1991 r. stały przedstawiciel Ukraińskiej SRR przy ONZ Hennadij Udowenko poinformował biuro Sekretarza Generalnego ONZ, że jego stała misja w tym zgromadzeniu międzynarodowym powinna zostać oficjalnie przekształcona na reprezentanta Ukrainy. Tego samego dnia komitet wykonawczy miasta Kijowa zagłosował za usunięciem wszystkich pomników komunistycznych bohaterów z miejsc publicznych, w tym pomnika Lenina na centralnym placu Rewolucji Październikowej. Komitet wykonawczy zdecydował także, że duży plac w centrum Kijowa zostanie przemianowany na Majdan Nezałeżnosti (Plac Niepodległości), podobnie jak centralna stacja metra pod nim.
Dwa dni później gotowość do służby w Gwardii Narodowej zadeklarowało ponad 200 000 mieszkańców Lwowa i obwodu lwowskiego.
W referendum niepodległościowym 1 grudnia 1991 r. ludność Ukrainy wyraziła szerokie poparcie dla Deklaracji niepodległości, z ponad 90% głosów za i 82% frekwencją. Referendum odbyło się tego samego dnia, co pierwsze bezpośrednie wybory prezydenckie na Ukrainie; wszystkich sześciu kandydatów na prezydenta popierało niepodległość i prosiło wyborców o głosowanie „tak”. Powodzenie referendum zakończył wszelkie możliwości utrzymania Związku Radzieckiego jako całości, nawet na ograniczoną skalę.
Tydzień po wyborach nowo wybrany prezydent Łeonid Krawczuk dołączył do swojego rosyjskiego i białoruskiego odpowiednika, podpisując Porozumienie białowieskie, w którym stwierdzono, że Związek Radziecki przestał istnieć. Oficjalnie państwo związkowe zostało rozwiązane 26 grudnia.
Od 1992 r. 24 sierpnia obchodzony jest na Ukrainie Dzień Niepodległości.

## Uznanie międzynarodowe
Polska i Kanada były pierwszymi krajami na świecie, które uznały niepodległość Ukrainy, oba w dniu 2 grudnia 1991 r. Tego samego dnia (2 grudnia) podczas wieczornej emisji programu telewizyjnego Wiesti poinformowano, że prezydent Rosyjskiej FSRR Borys Jelcyn również uznał niepodległość Ukrainy.
Stany Zjednoczone uczyniły to 25 grudnia 1991 r. W tym miesiącu niepodległość Ukrainy uznało 68 państw, a w 1992 roku kolejne 64 państwa.
| Data             | Kraj                         |
| ---------------- | ---------------------------- |
| 2 grudnia 1991   | Polska                       |
| 2 grudnia 1991   | Kanada                       |
| 2 grudnia 1991   | Rosyjska FSRR                |
| 3 grudnia 1991   | Węgry                        |
| 4 grudnia 1991   | Łotwa                        |
| 4 grudnia 1991   | Litwa                        |
| 5 grudnia 1991   | Argentyna                    |
| 5 grudnia 1991   | Chorwacja                    |
| 5 grudnia 1991   | Kuba                         |
| 5 grudnia 1991   | Czechosłowacja               |
| 9 grudnia 1991   | Estonia                      |
| 11 grudnia 1991  | Słowenia                     |
| 12 grudnia 1991  | Gruzja                       |
| 16 grudnia 1991  | Bułgaria                     |
| 16 grudnia 1991  | Turcja                       |
| 18 grudnia 1991  | Armenia                      |
| 20 grudnia 1991  | Kirgistan                    |
| 20 grudnia 1991  | Turkmenistan                 |
| 23 grudnia 1991  | Kazachstan                   |
| 23 grudnia 1991  | Szwajcaria                   |
| 24 grudnia 1991  | Afganistan                   |
| 24 grudnia 1991  | Norwegia                     |
| 25 grudnia 1991  | Iran                         |
| 25 grudnia 1991  | Izrael                       |
| 25 grudnia 1991  | Meksyk                       |
| 25 grudnia 1991  | Tadżykistan                  |
| 25 grudnia 1991  | Stany Zjednoczone            |
| 25 grudnia 1991  | Jugosławia                   |
| 26 grudnia 1991  | Australia                    |
| 26 grudnia 1991  | Brazylia                     |
| 26 grudnia 1991  | Niemcy                       |
| 26 grudnia 1991  | Indie                        |
| 26 grudnia 1991  | Nowa Zelandia                |
| 26 grudnia 1991  | Peru                         |
| 26 grudnia 1991  | ZSRR                         |
| 26 grudnia 1991  | Syria                        |
| 26 grudnia 1991  | Tajlandia                    |
| 26 grudnia 1991  | Urugwaj                      |
| 27 grudnia 1991  | Algieria                     |
| 27 grudnia 1991  | Białoruś                     |
| 27 grudnia 1991  | Kambodża                     |
| 27 grudnia 1991  | Chiny                        |
| 27 grudnia 1991  | Cypr                         |
| 27 grudnia 1991  | Francja                      |
| 27 grudnia 1991  | Mołdawia                     |
| 27 grudnia 1991  | Wietnam                      |
| 28 grudnia 1991  | Indonezja                    |
| 28 grudnia 1991  | Włochy                       |
| 28 grudnia 1991  | Japonia                      |
| 28 grudnia 1991  | Jordania                     |
| 29 grudnia 1991  | Bangladesz                   |
| 30 grudnia 1991  | Finlandia                    |
| 30 grudnia 1991  | Korea Południowa             |
| 30 grudnia 1991  | Liban                        |
| 30 grudnia 1991  | Maroko                       |
| 31 grudnia 1991  | Belgia                       |
| 31 grudnia 1991  | Dania                        |
| 31 grudnia 1991  | Grecja                       |
| 31 grudnia 1991  | Luksemburg                   |
| 31 grudnia 1991  | Holandia                     |
| 31 grudnia 1991  | Pakistan                     |
| 31 grudnia 1991  | Hiszpania                    |
| 31 grudnia 1991  | Wielka Brytania              |
| 1 stycznia 1992  | Irak                         |
| 2 stycznia 1992  | Etiopia                      |
| 2 stycznia 1992  | Laos                         |
| 2 stycznia 1992  | Zjednoczone Emiraty Arabskie |
| 3 stycznia 1992  | Egipt                        |
| 3 stycznia 1992  | Libia                        |
| 3 stycznia 1992  | Panama                       |
| 4 stycznia 1992  | Uzbekistan                   |
| 5 stycznia 1992  | Bahrajn                      |
| 7 stycznia 1992  | Portugalia                   |
| 8 stycznia 1992  | Rumunia                      |
| 10 stycznia 1992 | Gwinea                       |
| 17 stycznia 1992 | Mongolia                     |
| 19 stycznia 1992 | Islandia                     |
| 22 stycznia 1992 | Filipiny                     |
| 24 stycznia 1992 | Nepal                        |
| 6 lutego 1992    | Azerbejdżan                  |
| 11 lutego 1992   | Botswana                     |
| 14 lutego 1992   | Południowa Afryka            |
| 4 marca 1992     | Madagaskar                   |
| 7 maja 1992      | Rwanda                       |
| 2 czerwca 1992   | Senegal                      |
| 8 czerwca 1992   | Tanzania                     |
| 23 lipca 1993    | Macedonia                    |